# Pitcairnia

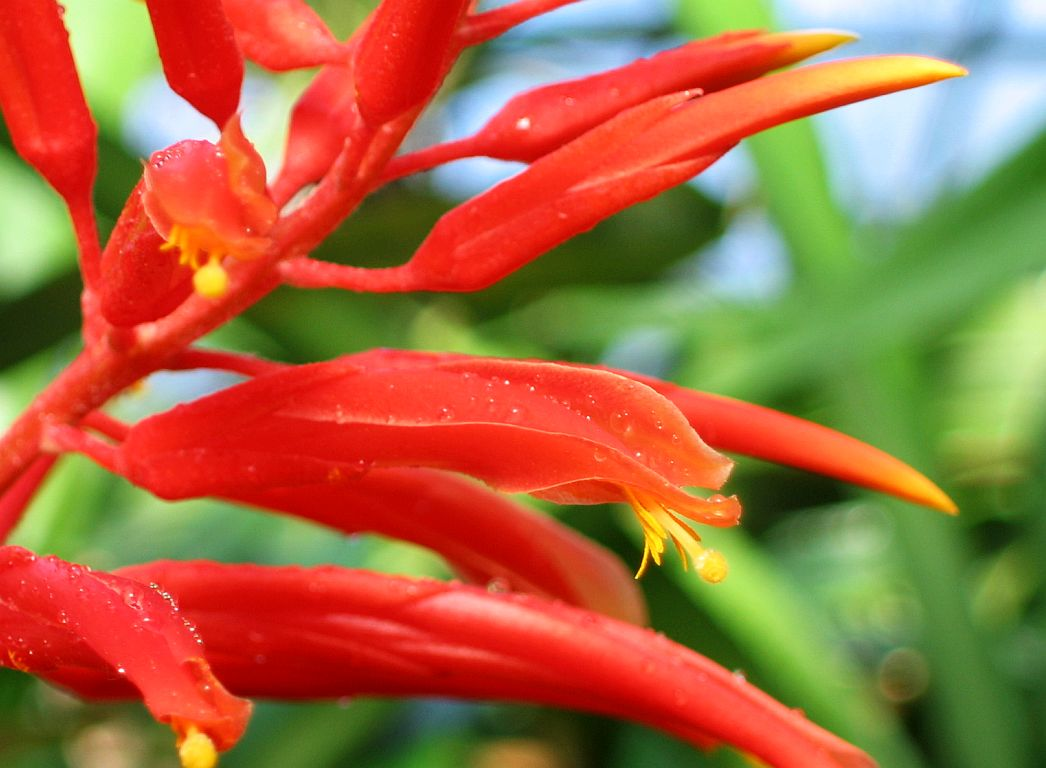
Pitcairnia grafii.

Pitcairnia L'Her.  é um género botânico pertencente à família Bromeliaceae, subfamília Pitcairnioideae.
Foi nomeado em homenagem ao Dr. William Pitcairn (1711-1791), médico e jardineiro inglês. Com aproximadamente 300 espécies de plantas, o gênero Pitcairnia é o segundo mais prolífico da família Bromeliaceae depois de Tillandsia.
São muito abundantes na Colômbia, Peru e Brasil, porém podem ser encontradas em Cuba e desde o sul do México até a Argentina.
Quase todas as espécies de Pitcairnias são terrestres ou colonizadoras de rochas ( rupículas), preferindo áreas sombreadas e úmidas. Entretanto, algumas são plantas epífitas.

## Principais espécies
| - Pitcairnia albiflos Herbert - Pitcairnia altensteinii Lem. - Pitcairnia andreana Linden - Pitcairnia aphelandrifolia Lemaire - Pitcairnia atrorubens (Beer) Baker - Pitcairnia beycalema Beer - Pitcairnia bracteata W.T. Aiton - Pitcairnia carinata Mez - Pitcairnia corallina Linden & Andre - Pitcairnia darblayana Baker - Pitcairnia echinata Hooker - Pitcairnia feliciana (A. Chev.) Harms & Mildbr. - Pitcairnia flammea Lindl. - Pitcairnia heterophylla (Lindl.) Beer - Pitcairnia integrifolia (Ker-Gawl.) | - Pitcairnia jaliscana (S. Watson) - Pitcairnia karwinskyana (Schult. & Schult. f.) - Pitcairnia maidifolia (Decne. ex Planch) - Pitcairnia platyphylla (Schrad.) - Pitcairnia punicea (Scheidw.) - Pitcairnia roezlii (E. Morren) - Pitcairnia samuelssonii L. B. Smith - Pitcairnia staminea Loddiges - Pitcairnia tabulaeformis - Pitcairnia tabuliformis (Linden) - Pitcairnia tuerckheimii Donnell-Smith - Pitcairnia undulata (Scheidw.) - Pitcairnia wendlandii Baker - Pitcairnia xanthocalyx (Mart.) |

- «PPP-Index Lista completa»

## Cultivares e híbridos
| - Pitcairnia albiflos × staminea - Pitcairnia 'Beaujolais' - Pitcairnia 'Bud Curtis' - Pitcairnia 'Chiamenez' - Pitcairnia 'Coral Horizon' - Pitcairnia 'Flaming Arrow' - Pitcairnia 'Hartwig' | - Pitcairnia 'Hattie' - Pitcairnia 'Jim Scrivner' - Pitcairnia 'Maroni' - Pitcairnia 'Pinot Noir' - Pitcairnia 'Stardust' - Pitcairnia 'Stephen Hoppin' - Pitcairnia 'Verdia Lowe' |